# Anthurium albispatha
Anthurium albispatha är en kallaväxtart som beskrevs av Luis Aloysius, Luigi Sodiro. Anthurium albispatha ingår i släktet Anthurium och familjen kallaväxter. Inga underarter finns listade.